# 皮質症状
皮質症状（ひしつしょうじょう）とは大脳皮質が障害された場合に起こる症状である。脳の機能は局在化しているためこのような症候になると理解されている。
前頭葉障害
精神障害、原始反射、運動失調、錐体路症状、運動失語を前頭葉徴候という。精神障害としては知能低下、人格崩壊、ふざけ症などがあげられる。原始反射としては把握反射、吸引反射、緊張性足底反射が有名である。
頭頂葉障害
複合感覚障害が有名である。これは二点識別覚、皮膚書字覚、立体認知などが含まれる。劣位半球では半側空間無視、失認、失行が有名である。
優位半球の角回障害
優位半球の角回障害でGerstmann症候群が知られている。これは手指失認、左右失認、失算、失書を示す症候群である。
側頭葉障害
側頭葉では海馬傍回、扁桃体、ウェルニッケ野などを含むため、多彩な皮質症状が出現する。精神運動発作、自動症、記憶障害、聴覚性失認、感覚性失語、同側4分の一半盲、クリューヴァー・ビューシー症候群が有名である。優位半球（右利きならば左半球が大多数である）障害では感覚失語が起こる。
後頭葉障害
主に視覚の障害がおこる。幻視、視覚失認、皮質症、アントン症状、黄斑回避のある対側の同名半盲が有名である。